# Духов оркестър
Духовият оркестър е музикален ансамбъл, който обикновено се състои изцяло от духови инструменти, най-често с ударна секция. Ансамбли, които включват духови и дървени духови инструменти, могат в определени традиции също да бъдат наречени духови оркестри (особено в контекста на духови оркестри в стил Ню Орлиънс и Япония), но могат по-правилно да се наричат военни оркестри или симфонични оркестри.

## Духови инструменти
Аерофонните (духови) инструменти са:
- дървени: флейта, обой, кларинет, саксофон, фагот и контрафагот;
- медни: тромпет, цуг тромбон, еуфониум, флигорна, валдхорна, баритон, бас и др.